# Bistum Natitingou
Das Bistum Natitingou (lateinisch Dioecesis Natitinguensis, französisch Diocèse de Natitingou) ist eine in Benin gelegene Diözese der römisch-katholischen Kirche mit Sitz in Natitingou.

## Geschichte
Das Bistum Natitingou wurde am 10. Februar 1964 durch Papst Paul VI. mit der Apostolischen Konstitution Ne latius pateret aus Gebietsabtretungen der Apostolischen Präfektur Parakou errichtet und dem Erzbistum Cotonou als Suffraganbistum unterstellt. Das Bistum Natitingou gab am 10. Juni 1995 Teile seines Territoriums zur Gründung des Bistums Djougou ab. Am 16. Oktober 1997 wurde das Bistum Natitingou dem Erzbistum Parakou als Suffraganbistum unterstellt.

## Bischöfe von Natitingou
- Patient Redois SMA, 1964–1983
- Nicolas Okioh, 1983–1995
- Pascal N’Koué, 1997–2011, dann Erzbischof von Parakou
- Antoine Sabi Bio, seit 2014 (vorher seit 2011 Apostolischer Administrator)